# Edward Lohmeyer
Edward Wilhelm Lohmeyer (* 2. April 1847 in Rinteln; † 23. September 1927 in Kassel) war ein deutscher Germanist und Bibliothekar.

## Leben
Lohmeyer wurde in Rinteln als Sohn des Kaufmanns Christian Werner Lohmeyer und seiner Ehefrau Johanna, geb. Goede, geboren. Er besuchte das Gymnasium zu Rinteln, bestand die Reifeprüfung Ostern 1865 und studierte darauf Rechtswissenschaft an der Universität Heidelberg und der Universität Leipzig. 1866 begann er in Leipzig das Studium der Philologie, wechselte 1867 an die Philipps-Universität Marburg und schloss das Studium 1871 mit dem Staatsexamen ab. Seit 1867 gehörte er der Marburger Burschenschaft Arminia an. Er war nach dem Studium Probekandidat am Luisenstädtischen Gymnasium in Berlin und von 1872 bis 1874 Lehrer an der Höheren Bürgerschule in Uelzen. Von 1874 bis 1876 lebte Lohmeyer in der Schweiz. 1876 wurde er Praktikant an der Landesbibliothek in Kassel, wo er bis 1895 zum Oberbibliothekar aufstieg und 1900 Direktor wurde. 1882 wurde er an der Universität Halle mit einer Arbeit über die Handschriften des Willehalm Ulrichs von Türheim promoviert. Lohmeyer setzte sich für eine Rechtschreibreform nach dem phonetischen Prinzip ein, veröffentlichte zahlreiche Arbeiten zur deutschen Rechtschreibung und gab die Zeitschrift Reform heraus, die sich mit Fragen der Rechtschreibreform beschäftigte. 1912 wurde Lohmeyer pensioniert.
Seit 1884 war Lohmeyer mit Henriette, geb. Hünersdorf verheiratet, mit der er zwei Söhne und zwei Töchter bekam. 1896 engagierte er sich für die Gründung der Brüder Grimm-Gesellschaft und war deren erster Geschäftsführer.

## Schriften (Auswahl)
- Die Handschriften des Willehalm Ulrichs von Türheim, Halle; Kassel: Döll [Dr.] 1882 (Zugl.: Halle-Wittenberg, Univ., Diss., 1882).
- Johann Georg Albert Duncker. Nachruf. In: Zentralblatt für Bibliothekswesen, Bd. 3 (1886), S. 524–534.
- Die Kasseler Grimm-Gesellschaft 1896–1905. Geschäftsbericht, Kassel 1905.
- Unsere Umgangssprache. Verdeutschung der hauptsächlichsten im täglichen Leben und Verkehr gebrauchten Fremdwörter, Berlin: Allgemeiner Deutscher Sprachverein 1915 (online).